# Эхоэнцефалоскопия

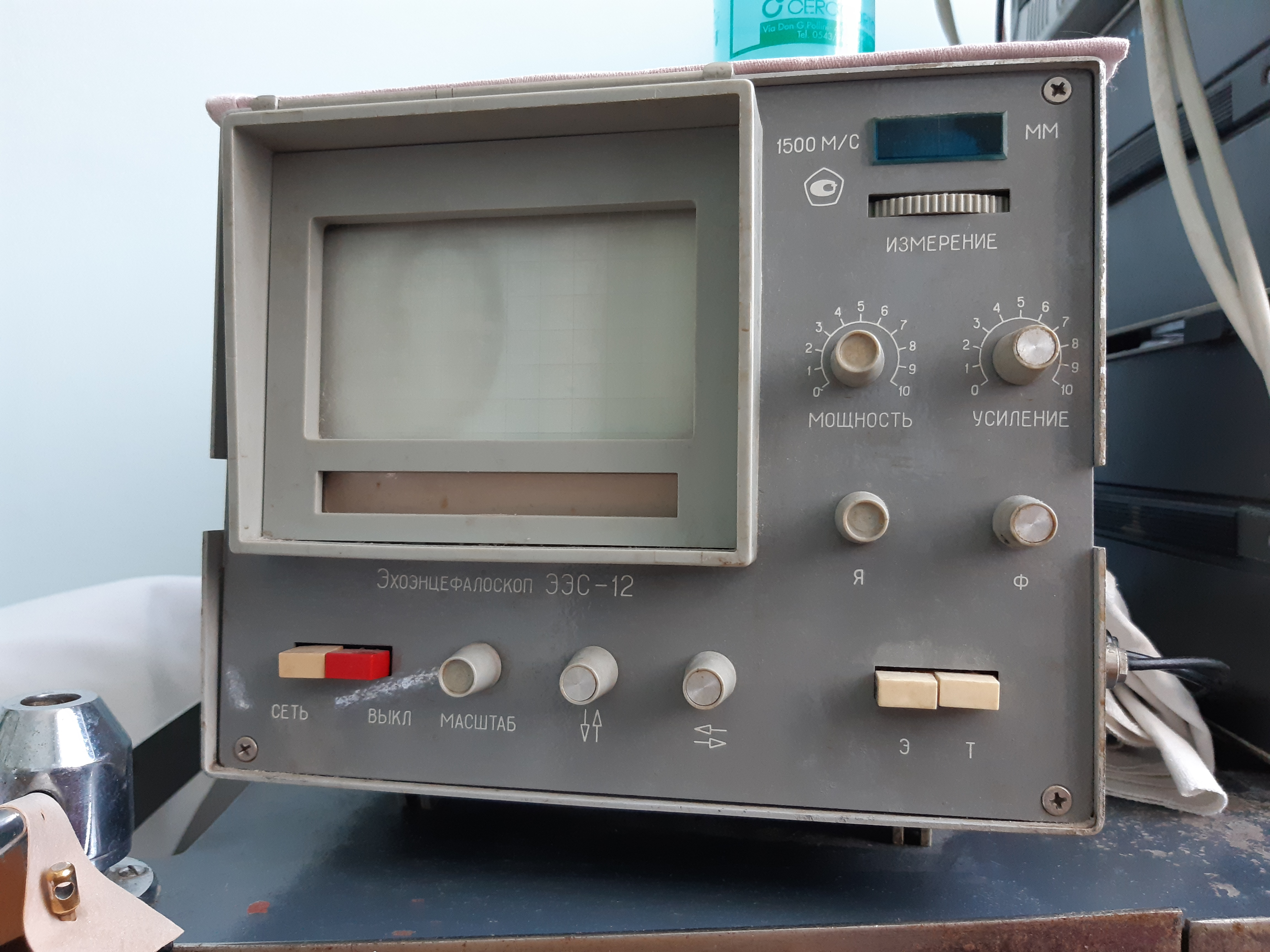
Эхоэнцефалоскоп ЭЭС-12

Эхоэнцефалоскопия (ЭхоЭС) или эхоэнцефалография (ЭхоЭГ) — диагностический ультразвуковой нейрофизиологический метод, позволяющий оценить наличие патологического объёмного процесса в веществе головного мозга. Открытие обычно связывают с именем Ларса Лекселла, который использовал этот метод в клинической практике в 1956 году.

## Описание метода
Эхосигналы при эхоэнцефалоскопии образуются на границах сред (костей черепа, твёрдой мозговой оболочки, ликвора, вещества головного мозга и патологических объёмных образований). Центральный, стабильный сигнал с наибольшей амплитудой (так называемое М-эхо) создают срединные анатомические структуры головного мозга, располагающиеся в сагиттальной плоскости (третий желудочек, эпифиз, большой серповидный отросток твёрдой мозговой оболочки и т. д.). Для оценки смещения срединных структур головного мозга измеряется расстояние между первым, начальным комплексом (импульсы от поверхностных структур головы) и сигналом с наибольшей амплитудой (М-эхо). В норме это расстояние при исследовании симметричных точек правой и левой сторон головы одинаково и составляет у взрослых 65—80 мм (в зависимости от размера головы), однако при наличии объёмного процесса в одном из полушарий головного мозга М-эхо смещается в противоположную сторону, что является признаком дислокации срединных структур.